# Tommy Cunningham (cầu thủ bóng đá)
Thomas Edward Cunningham (sinh ngày 7 tháng 12 năm 1955 ở Bethnal Green, Greater London) là một cầu thủ bóng đá người Anh thi đấu ở Football League, ở vị trí hậu vệ.